# Birgitta Pettersson
Ingrid Birgitta Pettersson, född 7 januari 1939 i Uppsala, är en svensk skådespelare.

## Biografi
Pettersson studerade vid Malmö stadsteaters elevskola 1956–1959 och har sedan studierna varit engagerad vid olika teatrar i Sverige bland annat Folkteatern i Göteborg och Riksteatern. Hon filmdebuterade 1954 i Arne Mattssons Salka Valka. Hon medverkade även i Ingmar Bergmans film Jungfrukällan där hon spelade den unga Karin. Birgitta Pettersson var sambo med teaterregissören Finn Poulsen.

## Filmografi
- 1954 – Salka Valka
- 1955 – Hemsöborna
- 1958 – Ansiktet
- 1960 – Jungfrukällan
- 1960 – När mörkret faller
- 1961 – Pojken i trädet
- 1962 – Valborgsafton i Fagervik (TV-teater)
- 1974 – Rulle på Rullseröd (TV-serie)
- 1997 – Larmar och gör sig till
- 1998 – Skärgårdsdoktorn (TV-serie)
- 2014 – Micke & Veronica

## Teater

### Roller (ej komplett)
| År   | Roll             | Produktion                                                             | Regi                | Teater                  |
| ---- | ---------------- | ---------------------------------------------------------------------- | ------------------- | ----------------------- |
| 1963 | Tiffany Richards | Mary, Mary Jean Kerr                                                   | Hans Bergström      | Folkteatern, Göteborg   |
| 1965 | Jackie Coryton   | Höfeber Noël Coward                                                    | Kurt-Olof Sundström | Folkteatern, Göteborg   |
| 1969 | Chava, dotter    | Spelman på taket Sheldon Harnick, Joseph Stein och Jerry Bock          | Henny Mürer         | Stockholms stadsteater  |
| 1985 |                  | Ett litet drömspel Staffan Westerberg                                  | Finn Poulsen        | Folkteatern i Gävleborg |
| 1985 |                  | Ett drömspel August Strindberg                                         | Peter Oskarson      | Folkteatern i Gävleborg |
| 1990 | Amman            | Romeo och Juliet (The Tragedy of Romeo and Juliet) William Shakespeare | Finn Poulsen        | Unga Riks               |
| 1993 |                  | Sagan om bortbytingen Selma Lagerlöf                                   | Finn Poulsen        | Uppsala stadsteater     |